# Palicourea chrysotricha
Palicourea chrysotricha är en måreväxtart som först beskrevs av Alexander Zahlbruckner, och fick sitt nu gällande namn av Paul Carpenter Standley. Palicourea chrysotricha ingår i släktet Palicourea och familjen måreväxter. Inga underarter finns listade i Catalogue of Life.